# Linha do Tâmega
A Linha do Tâmega, originalmente denominada de Caminho de Ferro do Valle do Tamega ou Linha do Valle do Tamega, foi uma ferrovia de via estreita (1000 mm) no Norte de Portugal que, na sua máxima extensão, ligava a estação de Livração (na Linha do Douro) à estação de Arco de Baúlhe, numa extensão total de 51,733 quilómetros, servindo Amarante e as Terras de Basto. O primeiro troço da Linha do Tâmega, entre Livração e Amarante foi inaugurado em 20 de Março de 1909. Estava previsto que esta Linha fosse prolongada ao longo do vale do rio Tâmega até Chaves, estabelecendo uma ligação entre o Porto e essa cidade do norte de Trás-os-Montes. Contudo, o local mais a norte que a Linha do Tâmega alcançou foi a vila de Arco de Baúlhe, aonde o comboio chegou em 15 de Janeiro de 1949.
O troço entre Amarante e Arco de Baúlhe foi encerrado em 1990. O tráfego no troço original, entre Livração e Amarante, foi suspenso em 25 de Março de 2009, oficialmente para que a Linha pudesse ser submetida a profundas obras de beneficiação. No entanto, as obras nunca chegaram a ocorrer e a Linha do Tâmega acabou por ser definitivamente encerrada em 1 de Janeiro de 2012.

## História

### Antecedentes
O troço entre Penafiel e Régua da Linha do Douro, no qual se encontra a Estação Ferroviária de Livração, entrou ao serviço em 15 de Julho de 1879.

### Planeamento
Ao longo do curso do Rio Tâmega em território português, desenvolve-se uma região que apresentava, no século XIX, uma elevada população, e uma rica produção agrícola, mineira e florestal; além disso, o rio em si fornecia um caminho natural da localidade fronteiriça de Chaves até ao Douro, permitindo a ligação à cidade do Porto. Assim, começou-se a planear a construção de um caminho de ferro, para facilitar os transportes naquela região, e assim potenciar a sua produção; em 1877, a Associação dos Engenheiros Civis publicou um plano para prolongar a sua linha da Póvoa até Chaves, a pedido pela Companhia do Caminho de Ferro do Porto à Póvoa e Famalicão, e que passava passando por Guimarães, Fafe e Cavez. Dois anos depois, uma proposta de lei do Ministro Lourenço de Carvalho preconizava a construção de um caminho de ferro de Famalicão a Régua via Chaves, com um ramal da Linha do Douro até Cavez, passando por Amarante. Também foi pedida uma concessão para uma linha entre Livração e Chaves, em leito próprio.
Entre 1885 e 1886, o Ministro das Obras Públicas, Comércio e Indústria, Emídio Navarro ordenou o estudo de todas os caminhos de ferro de via estreita na zona de Trás-os-Montes, no âmbito de um programa de desenvolvimento do transporte ferroviário na zona a Norte do Rio Mondego; entre as linhas analisadas em 1886, encontrava-se uma entre Viseu e Chaves, seguindo o curso do Rio Tâmega a partir do Douro, e que podia ser tanto em via larga como estreita. No ano seguinte, voltaram a ser estudadas, mas para a utilização de via larga. Porém, verificou-se que o terreno acidentado seria muito mais propício à utilização de bitola estreita, pelo que utilizaram este tipo de via quando elaboraram o ante-projecto para a linha. O lanço de Chaves a Vidago iria ser comum com a Linha da Regoa a Chaves, que permitiria ligar a capital de distrito, Vila Real, à vila flaviense e à Linha do Douro. Um inquérito administrativo de 1898 reconheceu oficialmente a existência destes empreendimentos, e estabeleceu uma comissão técnica para apresentar as várias propostas para as linhas. Por um decreto de 6 de Outubro do mesmo ano Elvino de Brito formou uma outra comissão para elaborar um plano técnico para os caminhos de ferro complementares ao Norte do Rio Mondego e a Sul do Rio Tejo, e que fossem estudadas as linhas que não possuíssem já um projecto. Esta comissão incluiu, no Plano da Rede, uma linha de Livração, na Linha do Douro, ao Vidago, na futura Linha do Corgo; a Linha do Tâmega deveria seguir a Ribeira de Oura, e, em Cavez, entroncar com o prolongamento da Linha de Guimarães.
Desta forma, as linhas transmontanas foram inseridas, como via métrica, no Plano Oficial da Rede ao Norte do Mondego, publicado em 15 de Fevereiro de 1900; entre as várias ligações classificadas, estavam os troços de Guimarães a Cavez, e da Livração à fronteira, passando por Amarante, Cavez e Chaves. O traçado devia adoptar tanto quanto possível uma directriz marginal até Cavez, devido à difícil orografia do terreno; também não se podia distanciar muito do Concelho de Mondim de Basto, de forma a melhor servir aquela região.
Em 14 de Julho de 1899, uma lei criou a Administração dos Caminhos de Ferro do Estado, para gerir e construir as ligações ferroviárias do Governo, e um fundo especial para financiar as obras; desta forma, revitalizou-se o ritmo de construção de caminhos de ferro em Portugal, tanto em via larga como estreita.
Quando o Conde de Paçô Vieira tomou posse da pasta das Obras Públicas, nos princípios de 1903, procurou impulsionar a construção de caminhos de ferro em Portugal, através dos recursos do Fundo Especial de Caminhos de Ferro e dos Caminhos de Ferro do Estado; assim, ordenou, por uma portaria de 9 de Março de 1903, que fossem realizados os estudos para a Linha do Valle do Tamega; no entanto, em Junho, ainda não se tinham iniciado, motivo pelo qual o Ministro das Obras Públicas, Conde de Paçô Vieira, foi questionado pelos conselheiros António Cândido, Pereira e Cunha, e Motta Prego, que solicitaram a realização dos estudos e das obras de construção. Em resposta às solicitações, o Ministro ordenou que fosse posto à disposição dos Caminhos de Ferro do Estado o pessoal necessário para os estudos; numa lei de 1 de Julho, inseriu o troço de Livração a Cavez entre as linha ferroviárias prioritárias. Por essa altura, surgiu um movimento para deslocar o ponto inicial, de Livração para Caíde, de forma a que a linha passasse a servir Lixa, ao invés de Amarante; porém, um reconhecimento que foi realizado demonstrou que tal traçado seria inviável.
Com a oficialização destes novos projectos, tornou-se necessário expandir a lei de 14 de Julho de 1899, que autorizou o Governo a construir diversas linhas; desta forma, em 1903, o Ministro das Obras Públicas apresentou uma proposta de lei, que permitiria o financiamento e a construção de vários troços, incluindo o de Livração a Cavez. O financiamento foi, assim, garantido por leis publicadas em 24 de Abril e 1 de Julho do mesmo ano.
Previa-se que esta linha fosse a mais importante artéria ferroviária na região, uma vez que iria terminar na Linha do Corgo e ligar-se em Cavez à Linha de Guimarães, unido, assim, a rede de via métrica do Porto às linhas transmontanas. Por outro lado, também iria servir as Terras de Basto; com efeito, foram as autarquias desta desta região, junto a de Amarante, que impulsionaram a construção da Linha junto do parlamento. No entanto, apesar da sua importância, continuava a ser menos prioritária que a Linha do Corgo, uma vez que esta iria ligar Vila Real à rede ferroviária nacional. Desta forma, e devido à falta de um projecto e dos recursos financeiros necessários, a sua construção foi atrasada pelo Ministro das Obras Públicas em 21 de Outubro de 1903, embora tenham sido atribuídas novas verbas, para a continuação dos estudos da Linha.
O traçado original iniciava-se em Livração, mas uma outra corrente de opinião pretendeu que a linha devia iniciar-se em Caíde e passar pela Lixa antes de chegar a Amarante, tendo esta alteração sido estudada por ordem de uma portaria de 9 de Junho de 1904; no entanto, estudos posteriores provaram  que o traçado original continuava a ser mais vantajoso, pelo que foi aprovado por uma portaria de 9 de Dezembro do mesmo ano.
Em 13 de Fevereiro de 1905, a Direcção do Minho e Douro dos Caminhos de Ferro do Estado anunciou a realização, no dia 20 de Março, de um concurso público para a construção do Caminho de Ferro do Valle do Tamega, dividido em três empreitadas.

### Construção e Exploração

#### Troço de Livração a Amarante
Em Março de 1905, a divisão de Minho e Douro da operadora Caminhos de Ferro do Estado deu início à construção da linha na Estação de Livração; em Agosto, os trabalhos estavam em plena actividade, não obstante algumas dificuldades encontradas nos processos de expropriação.
Foi inaugurada, no seu troço inicial, entre a Estação de Livração e a Estação de Amarante, a 20 de Março de 1909, tendo a exploração sido iniciada no dia seguinte. A composição do comboio inaugural era constituída por carruagens de 1ª e 3ª classes, um salão, um furgão e dois vagões de carga, rebocados por uma locomotiva a vapor Compound 410, tendo chegado à estação de Amarante às 11 horas e 45 minutos. Este troço, com 12,8 Km de comprimento, custou cerca de 352:000$000 réis, tendo 42:000$000 sido gastos nas duas estações extremas, e 92:000$000 nas obras de arte.

#### Troço de Amarante a Chapa
Em 1910, o ministro Moreira Júnior tentou reservar, através de uma proposta de lei, a quantia de 600:000$000 réis para continuar a linha até Cavez, tentativa que foi gorada pelos problemas políticos da altura. Só após grande pressão de várias personalidades da região se avançou para o restante percurso, com cerca de 39 quilómetros, até Arco de Baúlhe; os trabalhos de construção recomeçaram em 1916, avançando lentamente, tendo sido inaugurado, em 22 de Novembro de 1926, o troço entre a Estação de Amarante e o Apeadeiro de Chapa.

#### Transição para a CP e construção até Celorico
| Linha  | 1914 | 1920 | 1922 | 1925 | 1931 | 1932 |
| ------ | ---- | ---- | ---- | ---- | ---- | ---- |
| Corgo  | 1,13 | 2,47 | 2,83 | 4,01 | 1,12 | 1,43 |
| Tâmega | 1,01 | 1,96 | 2,92 | 4,64 | 2,12 | 1,87 |
| Sabor  | 1,43 | 1,96 | 2,93 | 9,49 | 1,44 | 1,89 |

A exploração desta Linha, junto com as do Sabor e Corgo, que também foram construídas pelo Estado, foi inicialmente muito influenciada pelas formas de organização já aplicadas nas linhas de bitola larga; naturalmente, surgiram algumas diferenças, nomeadamente no material circulante, onde o uso de eixos foi preterido a favor de bogies, devido à maior curvatura das vias. Não obstante a falta de oficinas próprias, de regras exclusivas para reduzir os custos, e o facto de estarem ainda muito incompletas, estas vias férreas lograram, no princípio, cobrir relativamente as suas despesas de exploração, excepto no caso da Linha do Sabor; assim, em 1914, apresentavam um coeficiente de exploração apenas ligeiramente negativo. Porém, a partir daquele ano, começou-se a evidenciar uma maior desorganização administrativa no interior dos Caminhos de Ferro do Estado, especialmente após a Revolta de 19 de Outubro de 1921, com efeitos degenerativos na exploração das linhas, o que se reflectiu num acentuado aumento do coeficiente. Os trabalhos foram interrompidos, levando a pedidos para a continuação das obras, como o que foi feito pelas autarquias de Celorico de Basto, Mondim de Basto e Cabeceiras de Basto, em finais de 1926.

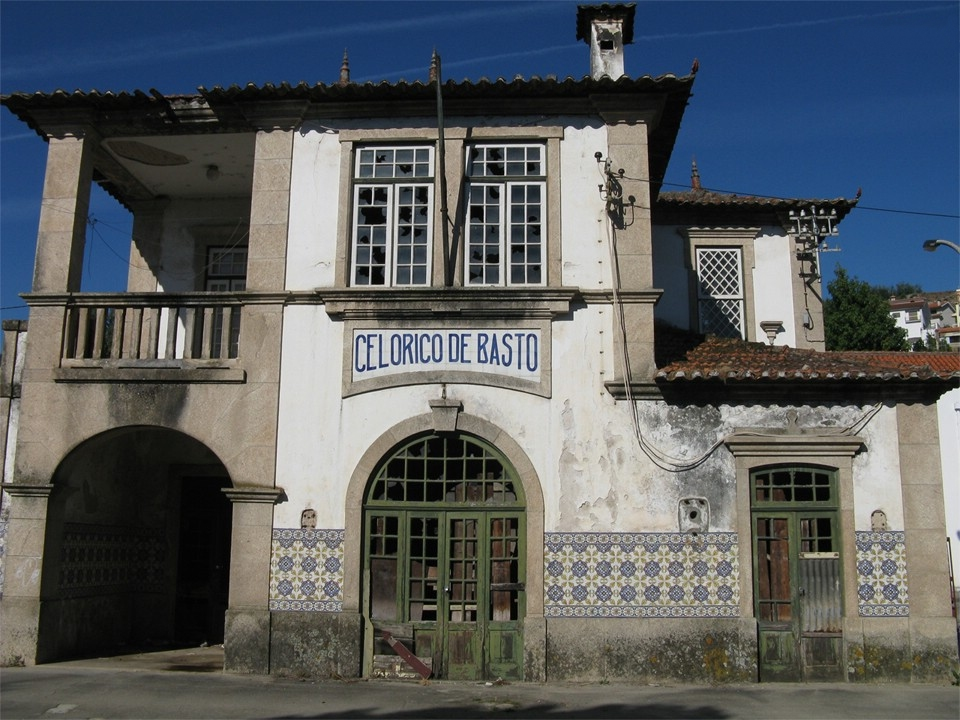
Estação de Celorico de Basto

Em 11 de Março de 1927, a Companhia dos Caminhos de Ferro Portugueses venceu o concurso para o arrendamento das linhas dos Caminhos de Ferro do Estado, incluindo a Linha do Tâmega, que foi subalugada à Companhia dos Caminhos de Ferro do Norte de Portugal em 27 de Janeiro do ano seguinte, para que esta explorasse a Linha durante 30 anos, e construísse o troço até Celorico de Basto e Arco de Baúlhe, e fizesse a ligação com a Linha de Guimarães. Nessa altura, já não se esperava que a Linha chegasse a ter lucro, por mais económica que fosse a exploração; assim, o défice deveria ser coberto pela empresa arrendatária, ou seja, a Companhia dos Caminhos de Ferro Portugueses, e pelo Estado, sendo a quantia da indemnização estabelecida pelo Tribunal Arbitral. Um dos motivos para esta comparticipação devia-se ao facto de, embora a Linha do Tâmega, tal como as Linhas do Corgo e do Sabor, não produzisse lucro per se, contribuía de forma importante para o movimento nas linhas de via larga, produzindo assim um considerável rendimento em impostos e receitas para o Estado e para a Companhia dos Caminhos de Ferro Portugueses. Uma situação semelhante foi aplicada à Companhia Nacional de Caminhos de Ferro, que ficou a gerir as Linhas do Corgo e Sabor.
O Decreto n.º 13829, de 25 de Junho de 1927, ordenou que fosse realizada uma revisão geral de toda a rede ferroviária no continente; o plano da rede revisto entrou em vigor pelo Decreto n.º 18190, de 28 de Março de 1930. Neste novo documento, estavam programadas 3 ligações ferroviárias ligadas entre si na zona a Norte do Rio Douro: as Linhas do Tâmega e do Ave, e a Transversal de Trás-os-Montes; o traçado da primeira foi alterado, em relação à directriz de 1900, tendo o ponto de ligação com a Linha do Corgo sido mudado para um ponto a ser determinado pelos estudos, mas estabelecido em princípio na Estação de Pedras Salgadas, servindo, desta forma, a localidade de Ribeira de Pena, e seguindo o vale do Rio Avelames. A via férrea seria continuada até Mirandela, pela Transversal de Trás-os-Montes, enquanto que a Linha do Ave ligaria Arco de Baúlhe, na Linha do Tâmega, a Caniços, na Linha de Guimarães; assim, todos os caminhos de ferro de bitola métrica a Norte do Rio Douro ficariam interligados, excepto a Linha do Sabor, uma vez que não foi classificada a Transversal de Chacim, de Macedo de Cavaleiros até ao Mogadouro. Desta forma, a Região de Basto ficaria servida completamente pelas Linhas do Tâmega e do Ave. Não se verificaram quaisquer reclamações em relação ao novo traçado, tendo apenas o concelho de Boticas pedido para se manter o anterior projecto até Vidago, sem sucesso.
A obra de construção da Linha do Tâmega foi entregue, pela Companhia do Norte, ao subempreiteiro Barros. Quando se assinou o contrato, as obras de continuação até Celorico estavam apenas no princípio, tendo sido definitivamente iniciadas em Outubro de 1929. O modelo de exploração utilizado, e as próprias características físicas da Linha, de reduzido comprimento e traçado desadequado, e o seu isolamento em relação aos outros caminhos de ferro de via estreita, aumentavam os custos de exploração e tornavam quase impossível a geração de resultados positivos. Outro factor a ter em conta era a draconiana fiscalização governamental estabelecida pelo contrato, que retirava qualquer liberdade de acção às companhias ferroviárias; este precedente era baseado num decreto de 31 de Dezembro de 1864, então ainda em vigor, e num regulamento de 11 de Abril de 1868, com apenas ligeiras modificações introduzidas por um decreto de 25 de Agosto de 1927. Ainda assim, inicialmente, a gestão da Companhia do Norte verificou-se benéfica para a Linha, tendo conseguido reduzir consideravelmente o coeficiente de exploração; no entanto, seria atingida, no início da Década de 1930, por uma crise resultante principalmente da Grande Depressão e da crescente concorrência da camionagem, e que teve efeitos negativos em geral nos caminhos de ferro nacionais. Ainda assim, as obras continuaram, estando, em 1931, a decorrer com grande actividade; porém, surgiram várias dificuldades na construção, tendo sido impossível cumprir o prazo previsto, de Abril de 1931, para a total conclusão da Linha.
Em Janeiro de 1932, o troço até Celorico de Basto já estava terminado, prevendo-se a sua inauguração para muito breve. Com efeito, este troço foi inaugurado em 20 de Março desse ano. O transporte dos convidados para a cerimónia foi realizado por um comboio especial, organizado pela Companhia do Norte, e que partiu da Estação de São Bento. Depois de uma curta paragem na Estação de Paredes, o comboio chegou a Livração às 11:45; nesta estação realizou-se o transbordo para outro comboio especial, que seguiu viagem pela Linha. Às 12:20, realizou-se uma paragem em Amarante, onde o comboio foi recebido pela população, e entraram alguns altos funcionários públicos daquela localidade. Depois de uma paragem em Gatão, o comboio chegou a Chapa às 12:40. Nesta estação, o Ministro do Comércio cortou a fita cerimonial, e realizou um discurso; cerca de 10 minutos depois, o comboio inaugural seguiu viagem, parando na Ponte das Carvalhas, em Codeçoso e Lourido, tendo chegado a Celorico de Basto às 13:30. Na estação, que tinha sido ornamentada para a cerimónia, encontrava-se uma multidão, para receber a comitiva; uma banda começou a tocar o hino nacional quando o comboio chegou, e foram lançados foguetes. Realizou-se, então, um cortejo, com duas bandas de música, desde a estação até aos Paços do Concelho, passando pelas ruas da cidade, que tinham também sido enfeitadas para a ocasião. No salão nobre da Câmara Municipal, com discursos do presidente da autarquia e do Ministro do Comércio; em seguida, o cortejo dirigiu-se para a Casa do Prado, onde teve lugar a cerimónia do copo d'água. A cerimónia terminou com o regresso do cortejo à estação, e da partida do comboio especial.
No dia seguinte, iniciaram-se os serviços naquele troço, fazendo transporte de passageiros e mercadorias nos regimes de grande e pequena velocidades.
Entretanto, e ao contrário do que tinha sido previsto no contrato, o Estado não chegou a pagar a sua quota de 70% das indemnizações; a Companhia Nacional conseguiu, ainda, obter um juízo favorável do tribunal arbitral sobre as indemnizações, mas este direito foi negado de todo à Companhia do Norte. Ainda assim, a Companhia continuou a exploração da Linha, cujo défice, agravado pelos custos de duplicação e mudança de bitola da Linha da Póvoa, da qual também era concessionária, degradaram consideravelmente a sua situação financeira, culminando no Decreto-Lei n.º 22951, de 5 de Agosto de 1933, que suspendeu os conselhos de administração e fiscal da Companhia, sendo substituídos por uma comissão governamental.

#### Troço de Celorico a Arco de Baúlhe

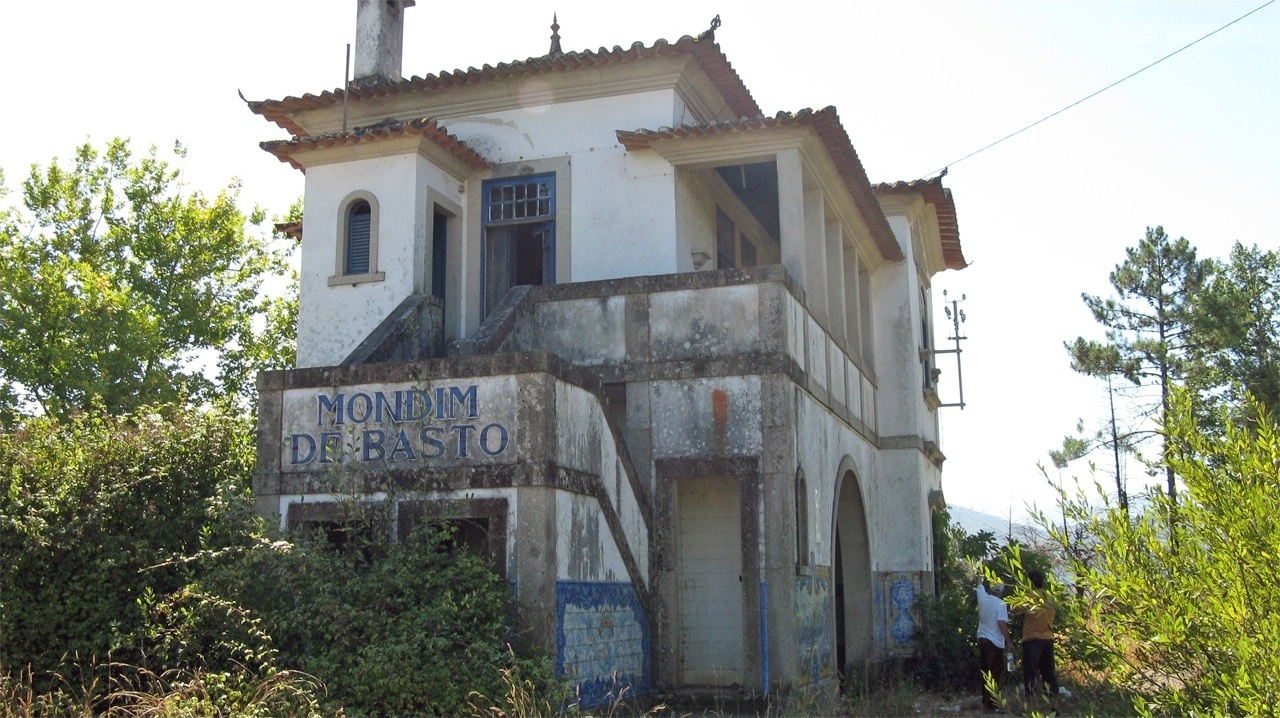
Estação de Mondim de Basto

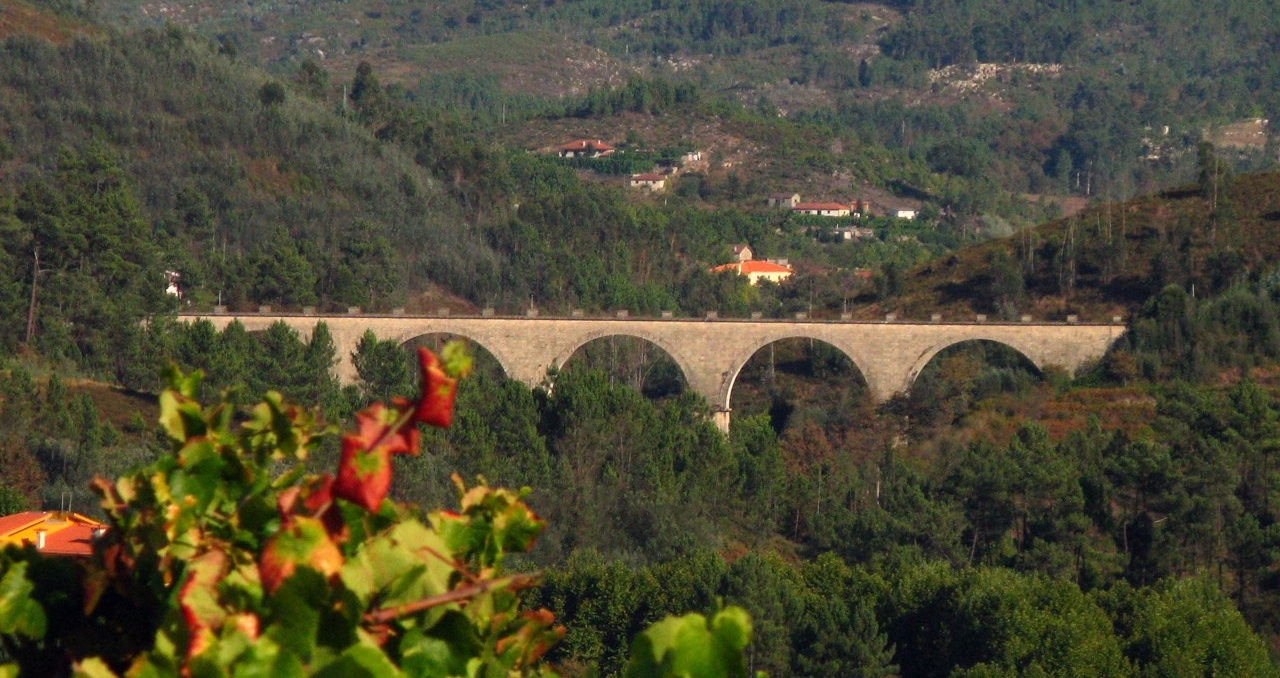
Viaduto de Matamá

Apesar da linha ter chegado a Celorico, ainda se encontrava longe de Arco de Baúlhe, que era um ponto de concentração de vias rodoviárias, podendo, assim, servir indirectamente as localidades de Ribeira de Pena e Cabeceiras de Basto, e a Região de Barroso. O troço, com 16,6 km de extensão, foi orçado, na sessão de 21 de Março de 1932 do Conselho Superior de Caminhos de Ferro, em 9.808.000$00, que seriam pagos ao longo de 4 anos. No tramo de Celorico a Mondim de Basto, previa-se a construção de um túnel de 100 m, no valor de 366.000$00, e do Viaduto de Matamá, de 1.800.000$00; estes valores, junto ao custo previsível de 460.000$00 por quilómetro, amontavam a 4.512.000$00 neste troço, que seriam dispendidos ao longo de 3 anos. A estação de Mondim ficaria junto à ponte, com acesso por estrada, permitindo ligação a todo o concelho de Mondim de Basto e à Freguesia de Cerva. Previa-se a chegada a Mondim na Primavera de 1934, e a Arco de Baúlhe na mesma altura do ano, em 1935.
Nas sessões de Maio de 1933 da Comissão Administrativa do Fundo Especial de Caminhos de Ferro, foi autorizada a renovação de via entre Livração e Vila Caiz, na então Linha do Vale do Tâmega. Em Março de 1934, o Conselho Superior de Caminhos de Ferro aprovou o processo do concurso para o troço de Celorico a Arco de Baúlhe, orçado em 6.460.835$38, e que devia estar concluído em 2 anos; incluía a construção de todas as estruturas e obras de arte, e de estradas para as estações de Mondim de Basto e Arco de Baúlhe, e para o Apeadeiro de Canêdo. O concurso foi realizado pela Direcção Geral de Caminhos de Ferro em 14 de Abril, tendo-se apresentado 16 candidatos, sendo a maior proposta a da Sociedade Construtora de Cimento Armado, Lda.

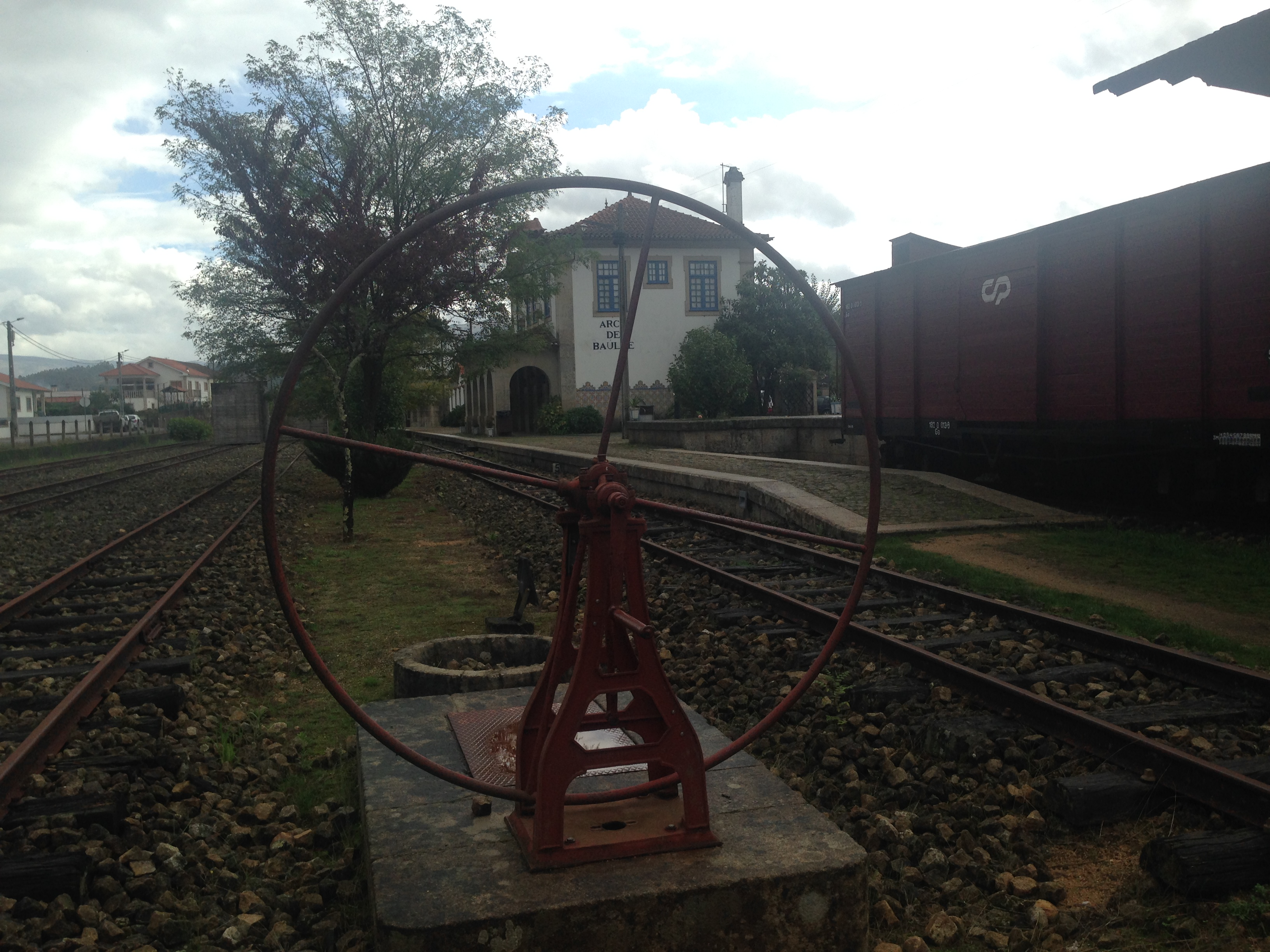
Estação de Arco de Baúlhe, términus da Linha do Tâmega

Em finais de 1934, o Ministro das Obras Públicas recebeu uma representação da população de Cabeceiras de Basto, pedindo que o traçado da Linha do Tâmega fosse alterado, de forma a servir directamente a localidade de Refojos de Basto, então sede daquele concelho.
A linha voltou para a gestão directa da Companhia dos Caminhos de Ferro Portugueses em 1947, que inaugurou o troço até Arco de Baúlhe em 15 de Janeiro de 1949. Em 1948, entraram ao serviço na Linha do Tâmega as automotoras da Série 9100.
Em 1949 foram introduzidas locomotivas a diesel, relegando as antigas locomotivas a vapor para circulação em dias de festa.
| Entre as Estações                  | Extensão   | Inauguração            | Encerramento         |
| ---------------------------------- | ---------- | ---------------------- | -------------------- |
| Livração – Amarante                | 012,770 km | 21 de Março de 1909    | 25 de Março de 2009  |
| Amarante - Chapa                   | 08,430 km  | 22 de Novembro de 1926 | 1 de Janeiro de 1990 |
| Chapa - Celorico de Basto          | 013,370 km | 20 de Março de 1932    | 1 de Janeiro de 1990 |
| Celorico de Basto - Arco de Baúlhe | 017,160 km | 15 de Janeiro de 1949  | 1 de Janeiro de 1990 |

### Ligação à Linha de Guimarães e à Linha do Corgo
Esta Linha fazia parte de um ambicioso plano que previa a ligação à Linha de Guimarães na localidade de Cavez, de onde passaria a haver uma linha comum até à localidade da Curalha, perto de Chaves, onde entroncaria na Linha do Corgo até Chaves.
No entanto, este projecto nunca se cumpriu. A Linha de Guimarães nunca chegou a passar de Fafe, tendo o troço até Guimarães sido reconvertido para via larga, e o restante trajecto encerrado e convertido na primeira ciclovia em leito ferroviário de Portugal. Por seu lado, a Linha do Tâmega nunca chegou a passar para além de Arco de Baúlhe.

### Declínio e encerramento

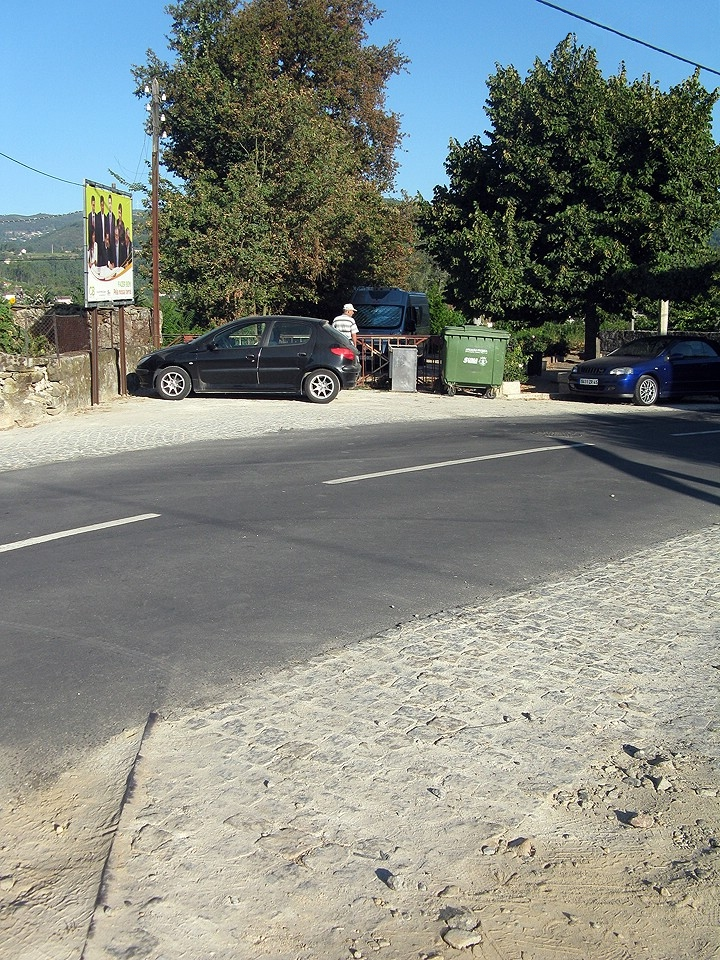
Antiga passagem de nível com a EN210, perto de Celorico de Basto.

Na Década de 1960, a Companhia dos Caminhos de Ferro Portugueses procurou obter um empréstimo do Banco Mundial, de forma a modificar profundamente o sistema ferroviário português; nesse âmbito, realizou vários estudos de rentabilidade, tendo sido analisadas, em 1968, as Linhas do Tâmega, Corgo e Sabor, de forma a modificar a forma de exploração naquelas vias férreas, que se apresentavam deficitárias. Assim, procurou-se saber se a Companhia devia continuar os seus serviços, com contrapartidas financeiras por parte do estado, tendo já surgido a hipótese de encerrar estas linhas.
Com a alegação de diminuta utilização, o troço entre Amarante e Arco de Baúlhe, numa extensão de 38,960 km, foi encerrado ao tráfego a 1 de Janeiro de 1990.
Em 1995, encontravam-se a ser preparadas várias iniciativas para a realização de serviços turísticos regulares nesta linha, no âmbito de um programa de turismo ferroviário da operadora Caminhos de Ferro Portugueses, nas redes do Douro e Vouga.

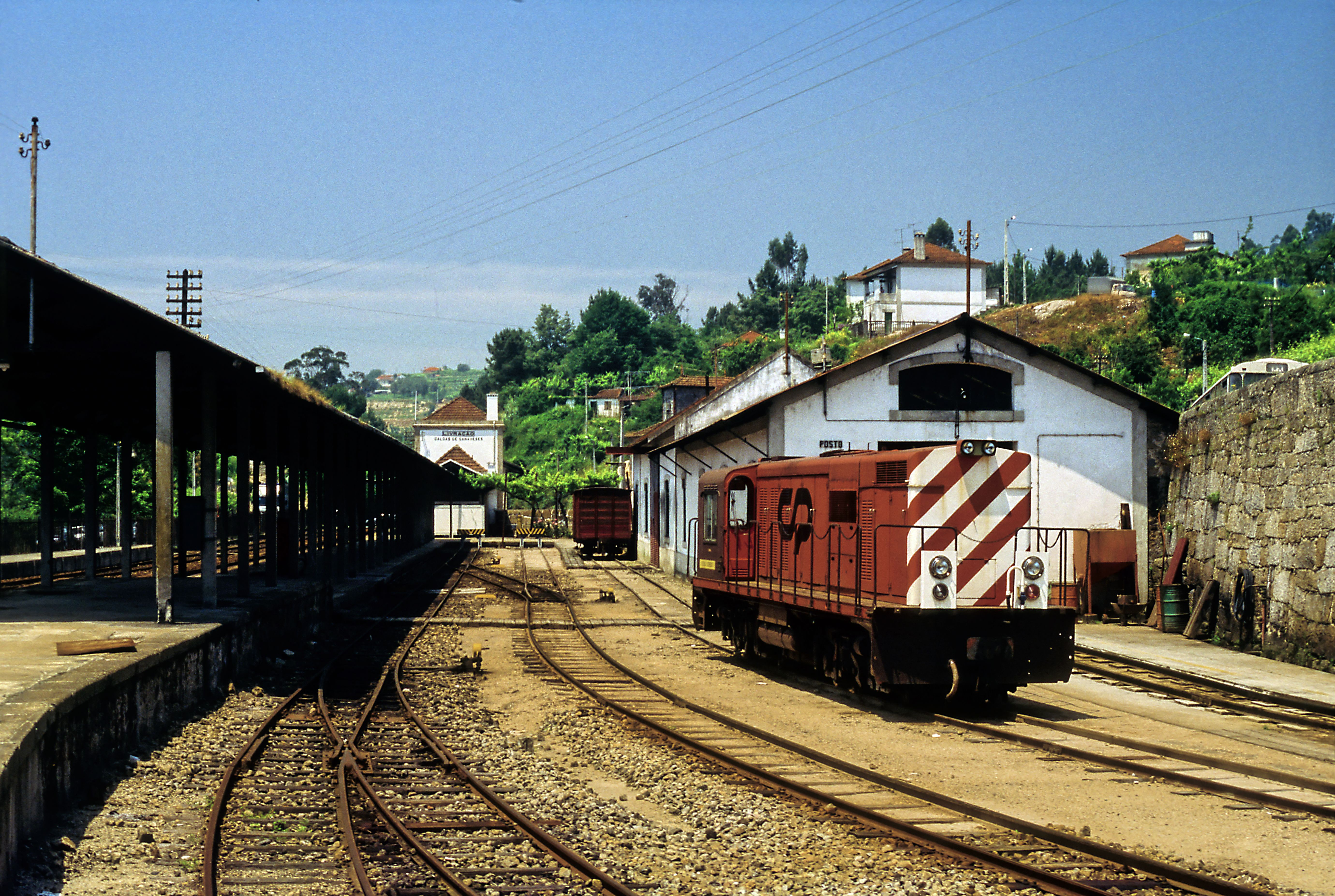
Estação de Livração (em 1996), da Linha do Tâmega.

A 25 de Março de 2009, o troço que ainda se mantinha em serviço, entre Livração e Amarante, foi encerrado para se proceder a obras de beneficiação, cuja empreitada já se encontrava atribuída em 2009; previa-se a conclusão das mesmas para 2011. No entanto, as obras nunca chegaram a ocorrer e a Linha do Tâmega acabou por ser definitivamente encerrada com implementação do Plano Estratégico de Transportes 2011–2015, apresentado pelo governo em outubro de 2011. Neste contexto, o serviço de autocarros de substituição foi terminado em 1 de janeiro de 2012, gerando contestação na região. Em março de 2012 a Linha do Tâmega foi removida formalmente, pela entidade reguladora, da rede em exploração.

### Pós-encerramento
Em fevereiro de 2017 foi divulgado um estudo da Infraestruturas de Portugal (IP) sobre os investimentos estratégicos e a potenciação de tráfego na Linha do Douro. Para além da defesa da reabertura da ligação internacional por Barca d'Alva, o estudo defendia a reabertura em bitola ibérica da Linha do Tâmega entre Livração e Amarante e a sua inclusão na rede de suburbanos do Porto. O estudo estimou em 37,5 milhões de euros o investimento necessário para conversão da Linha do Tâmega em bitola larga, obra que segundo a IP não tinha grandes dificuldades técnicas. As correções de curvas permitiriam encurtar em quase 3 km o comprimento da Linha do Tâmega, sendo necessário construir cerca de 750 metros de túneis e 250 metros de viadutos.
Em maio de 2018, um antigo administrador do Metro de Mirandela e ativista apresentou uma proposta para a reabertura em bitola estreita da Linha do Tâmega entre Livração e Amarante, estimando em 6 milhões de euros o investimento necessário. Em novembro de 2018 foi noticiado que a Câmara Municipal de Amarante estava a planear converter o troço Livração–Amarante num corredor de autocarros, estando em negociações com a Infraestruturas de Portugal para conseguir que o canal fosse transferido do Estado para a autarquia. No entanto, o Presidente da Câmara de Amarante não punha de parte a reativação da Linha e considerou que esta era "estruturante e necessária para a região".
Desde inícios de 2019 que tem ocorrido no Parlamento a discussão do Plano Nacional de Investimentos 2030 (PNI 2030), o plano que definirá os investimentos mais prioritários em Portugal até 2030. Neste contexto, a Comunidade Intermunicipal do Tâmega e Sousa (à qual pertence o município de Amarante) revindicou — entre vários outros projetos — a reabertura da Linha do Tâmega entre Livração e Amarante, assim como a construção de uma linha férrea entre Ermesinde e Felgueiras (Linha do Vale do Sousa).

## Caracterização

### Obras de arte

#### Pontes
Ao longo do seu traçado a linha tem 8 pontes: Ovaia, São Lázaro, Santa Natália, ribeira de Fiães, Vitureiras, rio da Vila, Caniço, Carvalhas e Matama.

#### Túneis
A linha tem um único túnel: Gatão, com o comprimento de 150 m.

### Núcleo Museológico de Arco de Baúlhe
Este museu fica situado no centro da vila, ocupando as antigas instalações para estacionamento de material circulante da estação de Arco de Baúlhe.

### Exploração comercial
A circulação do troço entre as estações de Livração e Amarante foi interrompida pela Rede Ferroviária Nacional, por motivos de segurança, em 25 de Março de 2009.
A CP Regional assegurou ligações alternativas por autocarro até ao dia 1 de Janeiro de 2012, sendo o serviço rodoviário alternativo suprimido a partir dessa data, devido à suspensão do processo de reativação desta linha.

## Comissão de Defesa da Linha do Tâmega
A Linha do Tâmega foi palco de nascimento para a primeira organização civil de defesa dos direitos das populações que perderam o serviço ferroviário. A Comissão de Defesa da Linha do Tâmega, faz ouvir a sua voz de discórdia pela situação de marasmo e alienação do património ferroviário da Linha do Tâmega desde quando ainda os comboios chegavam a Arco de Baúlhe.

## Actualidade
Na plataforma da desactivada linha férrea do Tâmega foi um criado troço de 24 km da Ecopista.
A partir da antiga estação ferroviária de Celorico de Basto, a Ecopista do Tâmega oferece dois percursos: um para Norte até à estação do Arco de Baúlhe numa extensão de 17,2 km, outro para Sul até à estação de Amarante com aproximadamente 22 km.
As Câmaras de Amarante e Cabeceiras de Basto procederam também à reconversão do espaço canal da linha do Tâmega para ecopista, que conta agora com uma extensão de quase 40 km.
A antiga estação de Celorico de Basto aloja uma Pousada da Juventude e acolhe centro interpretativo.